# Jos-Plateau
Das Jos-Plateau, auch Josplateau, früher Bauchiplateau ('bautʃiplaˈtoː), ist ein bis zu 1829 m hohes Grashochland in Nigeria. Nach ihm ist der Bundesstaat Plateau benannt.

## Geographie

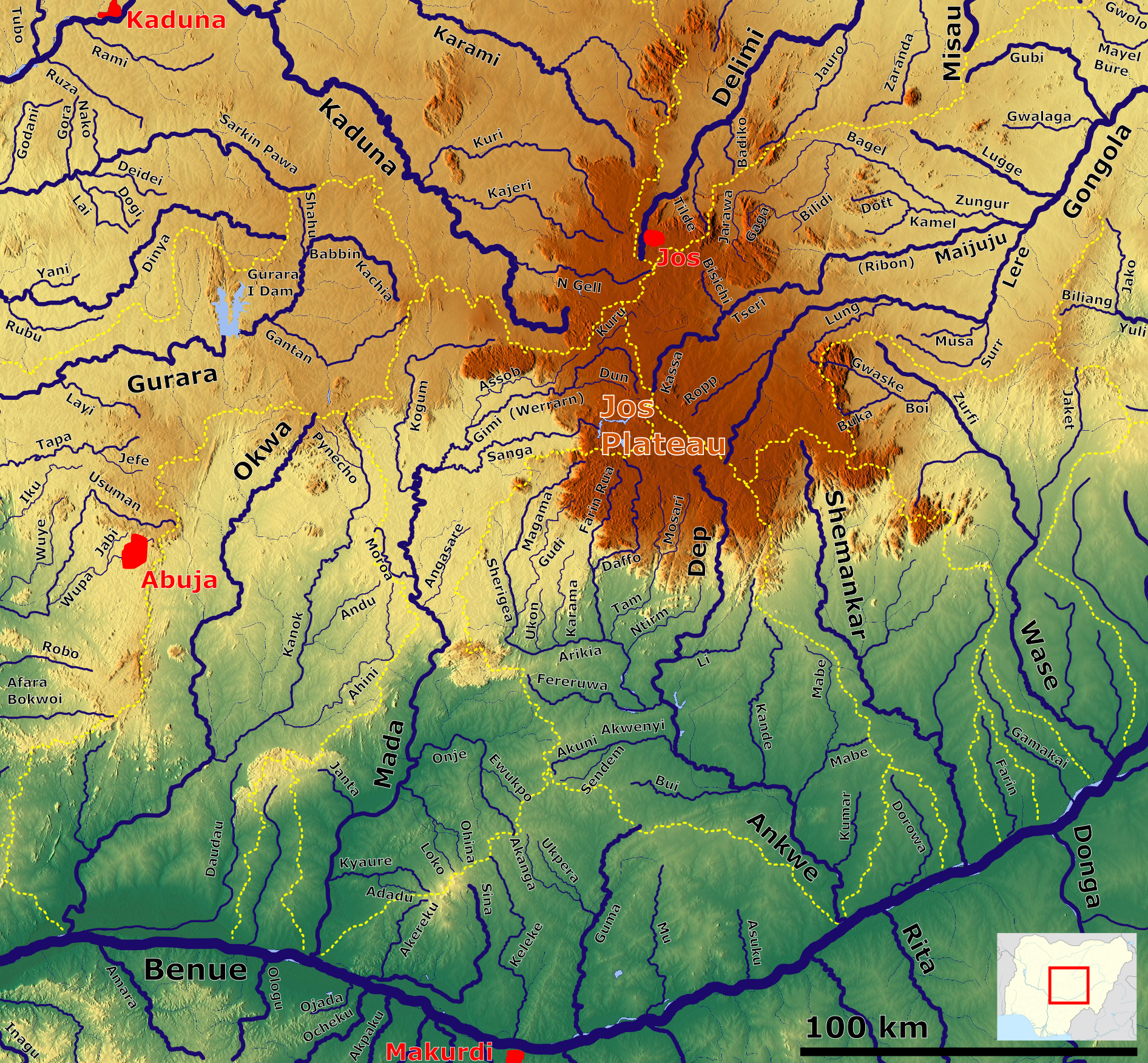
Hydrologie des Jos Plateaus

Das Jos-Plateau bedeckt eine Fläche von etwa 9400 km² und liegt im Mittel auf einer Höhe von 1280 m. Der höchste Punkt liegt in den Shere Hills etwa 10 km östlich der Stadt Jos mit einer Höhe von 1829 m. Durch seine Hochlage ist das Plateau das einzige Gebiet in Nigeria, das klimatisch in der gemäßigten Zone liegt. Daneben ist das Klima auf dem Jos-Plateau auch durch die jahreszeitlichen Verlagerungen der Innertropischen Konvergenzzone geprägt. Die Trockenzeit wird durch die Nord-Ost-Passatwinde dominiert, zu Beginn der Regenzeit treten heftige Gewitter auf. Die Temperaturen reichen von 15,5 bis 30,5 °C. Die jährliche Niederschlagsmenge ist im Südwesten des Plateaus mit etwa 2000 mm rund 500 mm höher und insgesamt höher als in umliegenden Gebieten.
Das Plateau bildet eine Wasserscheide zwischen dem Niger-Becken und dem Tschadbecken. Im Norden des Plateaus liegt der Maladumba-See, der Teil eines Feuchtgebietes von internationaler Bedeutung gemäß der Ramsar-Konvention ist. Dieses liegt wiederum innerhalb des Maladumba Lake Forest Reserve, das eine Fläche von 51,8 km² aufweist, jedoch stark beeinträchtigt ist.
Das Jos-Plateau ist das Wasserschloss Nigerias. Auf ihm und an seinen Rändern entspringen mehrere große Flüsse. Nach Norden entwässert der Jama’are (als Delimi), einer der Quellflüsse des Komadugu Yobe. Nach Westen fließt der Kaduna in den Niger. Nach Osten sind es die Quellflüsse des Gongola und nach Süden die Flüsse Mada, Ankwe, Shemankar und Wase in den Benue.
Geologisch ist das Jos-Plateau granitisch geprägt, mit einigen vulkanischen Erhebungen und bedeutenden Zinnvorkommen. Das ältere Granitgestein stammt aus dem Präkambrium und war früher Teil des Großkontinents Gondwana.

## Wirtschaft
Wirtschaftliche Bedeutung erhält das Jos-Plateau insbesondere durch die bedeutenden Vorkommen von Zinn in der Region. Dieses wurde ab Beginn des 20. Jahrhunderts abgebaut und beeinträchtigte etwa 320 km² Landwirtschaftsfläche. In der Landwirtschaft werden unter anderem Mais, Tomaten, Karotten, Salat, Kohl, Paprika und Zwiebeln angebaut. Durch das kühlere Klima gedeihen auch einige Obst- und Gemüsearten, darunter Kartoffeln, leichter als in anderen Regionen Nigerias. Wirtschaftliches Zentrum und größte Agglomeration des Plateaus ist die im Norden gelegene Stadt Jos.

## Geschichte

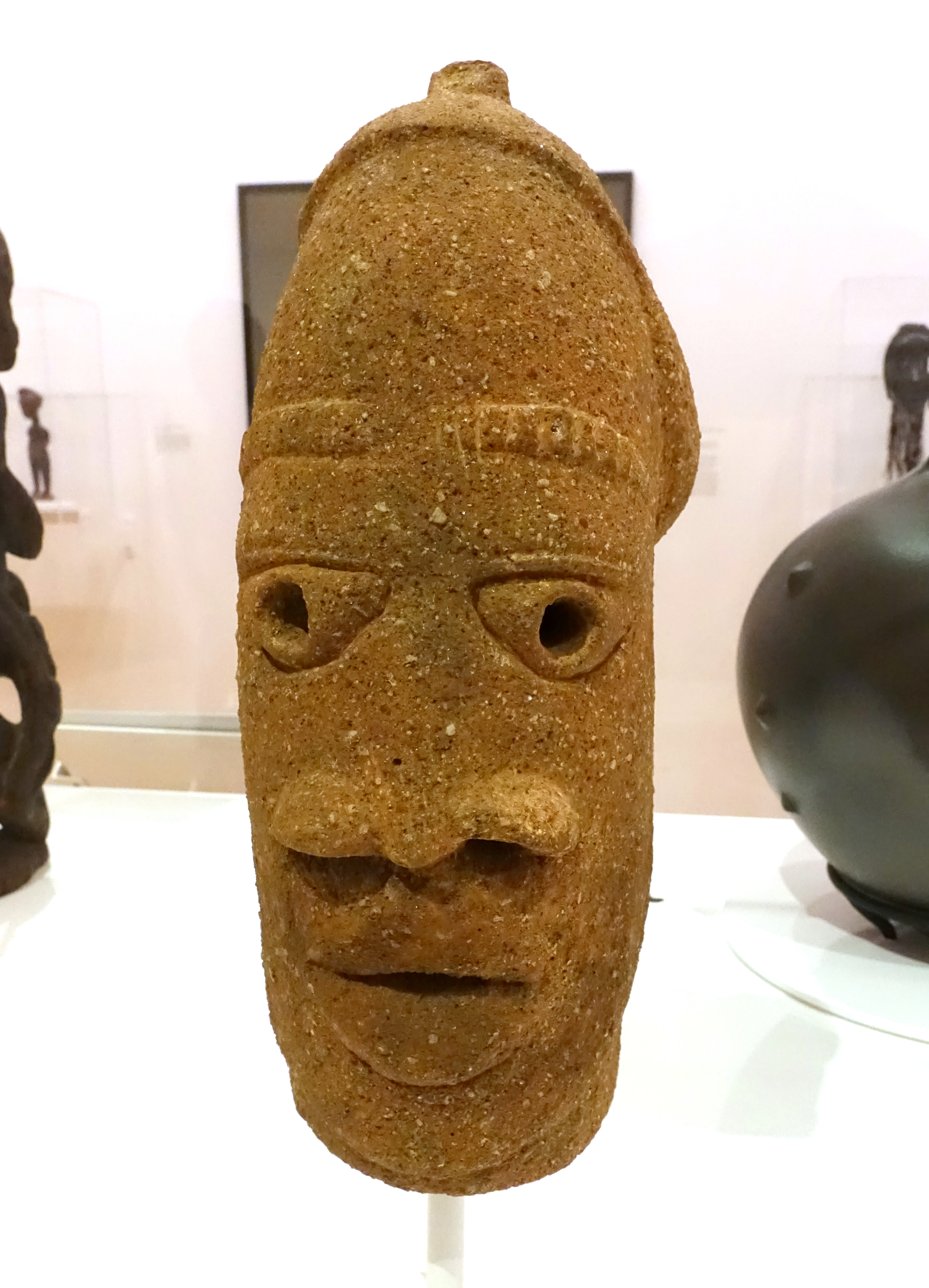
Terrakottafigur der Nok-Kultur aus dem Jos-Plateau im Krannert Art Museum

1928 entdeckten Bergarbeiter bei dem Dorf Nok feine Terrakotta-Figuren der Nok-Kultur, die vor etwa 2000 Jahren in der Region existierte.
Im 19. Jahrhundert war das Jos-Plateau ein wichtiges Rückzugsgebiet für die hauptsächlich christliche Bevölkerung Nordnigerias, die vor den Fulbe und ihrem Anführer Usman dan Fodio flüchteten. Usman begann 1804 einen Dschihad zur Islamisierung Nordnigerias und richtete das Kalifat von Sokoto ein.
Nach der Kolonisierung durch die Briten seit einer Invasion 1903 wurde die Region wegen ihres milden Klimas zum beliebtesten Reiseziel der in Nigeria ansässigen Ausländer. Seit der Jahrtausendwende kommt es am Jos-Plateau wieder zu gewaltsamen Zusammenstößen zwischen Christen und Muslimen, was zu einem Einbruch im Tourismus geführt hat (siehe Scharia-Konflikt in Nigeria). Durch den Einfluss von Boko Haram kommen viele Flüchtlinge in die Stadt, was zu weiteren Konflikten führt.

## Ökologie

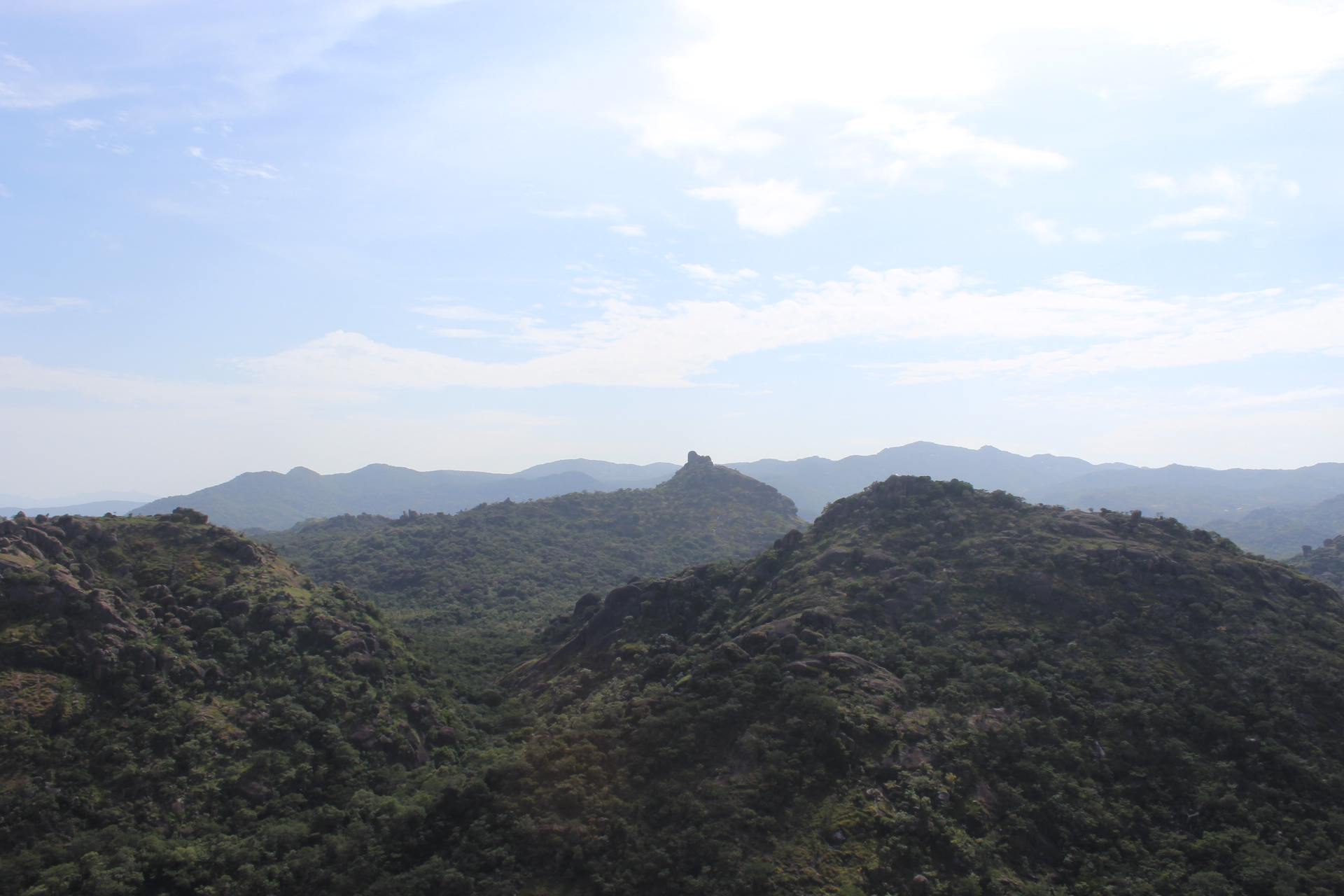
Shere Hills am höchsten Punkt des Jos-Plateaus

Auf dem Jos-Plateau sind mindestens zwei endemische Vogelarten verbreitet, der Felsenamarant und die Josatlaswitwe (Vidua maryae), eine Witwenvogelart, die den Gesang des Felsenamaranten nachahmt. Unter den Säugetieren ist zum einen der Nigerianische Graumull zu erwähnen, der außerhalb des Jos-Plateaus bisher nur in Ngaoundere in Kamerun nachgewiesen wurde, und zum anderen die Fox-Wollhaarratte, die nur auf einer weiteren, kleineren Hochebene im Osten Nigerias vorkommt. Zudem findet sich auf dem Jos-Plateau eine weit isolierte Population des Nigeria-Klippspringers, einer Art des Klippspringers. Innerhalb Nigerias einzigartig ist zudem das Vorkommen der Größeren Langflügelfledermaus, der Bushveld-Hufeisennase und der Grauen Klettermaus. Weitere vorkommende Säugetierarten sind unter anderem der Kaffernbüffel, der Afrikanische Quastenstachler, das Erdferkel, der Husarenaffe und Buschböcke. Einige auf dem Jos-Plateau verbreitete Arten finden sich auch weiter östlich im Hochland Kameruns, was auf eine früher bestehende Verbindung hindeutet. Zu diesen gehört beispielsweise die Adamaua-Turteltaube, die darüber hinaus noch auf dem Adamaua-Plateau im nördlichen Kamerun vorkommt. In den Flüssen des Plateaus wurden Stand 2022 insgesamt 23 Fischarten gezählt, die aus acht verschiedenen Familien und 17 Gattungen stammen. 10 der Arten sind Karpfenfische.
Aufgrund der fruchtbaren Böden des Jos-Plateaus wurden große Teile des früheren Wald- und Graslands in landwirtschaftlich genutzte Flächen umgewandelt. Die Ökoregion wird daher als stark gefährdet eingestuft.